# Mukhannath
Une mukhannath (en arabe مخنثون : « efféminé », « homme qui ressemble à une femme » ; au pluriel : mukhannathun) est, en arabe classique, une ancienne conception des femmes transgenres qui, quand le moment était venu, étaient forcées d'être castrées. Il y a eu mention de « mukhannathun » dans les hadîths et par les érudits de l'Islam. En dehors des textes religieux, ils sont fortement associés à la musique et au divertissement.
Khanith est un terme arabe en langue vernaculaire utilisé à Oman et dans les pays de la péninsule arabique pour désigner le rôle de genre attribué aux hommes qui fonctionnent sexuellement, et d'une certaine manière socialement, en tant que femmes. Le mot est étroitement lié au terme mukhannath.

## Mentions de mukhannathun dans le hadith et la sunna
De nombreuses références aux mukhannathun existent à la fois directement et indirectement, dans le hadîth et la sunna.
Dans le hadîth 41, 4910 des Sunan Abi Dawud :

« Un mukhannath qui avait teint ses mains et ses pieds avec du henné a été amené au Prophète. Il a demandé : quel est le problème avec cet homme ? Il a été dit : apôtre d'Allah ! Il aime la tenue des femmes. Alors il a ordonné de le voir et il a été banni à un-Naqi'. Les gens ont dit : apôtre d'Allah ! Ne devrions-nous pas le tuer ? Il a dit : il m'a été interdit de tuer des gens qui prient. AbuUsamah a dit : Naqi' est une région proche de Médine et non Al-Baqi' »
Une autre référence se trouve dans le hadith 32, 4095, des Sunan Abu Dawud, dans lequel Aïcha dit :

« Un mukhannath avait l'habitude de compter parmi les femmes du prophète. Ils (les gens) le considéraient comme ceux qui n'avaient pas de besoins physiques. Un jour, le prophète est entré lorsqu'il était avec une de ses femmes, et il a décrit les qualités d'une femme, en disant : "Quand elle s'avance, elle s'avance avec quatre (plis de son estomac), et quand elle recule, elle recule avec huit (plis de son estomac)". Le Prophète a dit : "Ne vois-je pas que celui-ci sait ce qui est ici ?" Puis elles (les femmes) ont observé un voile de lui. »

## Analyse savante
Selon l'érudit et collectionneur de hadiths Al-Nawawi :

« Un mukhannath est celui (« homme ») qui porte dans ses mouvements, dans son apparence et dans sa langue les caractéristiques d'une femme. Il y a deux types : le premier est celui pour lequel ces caractéristiques sont innées, il ne les a pas mises en place par lui-même, et il n'y a pas de culpabilité, pas de blâme ni de honte tant qu'il n'exécute pas d'acte (illicite) ou ne l'exploite pas pour de l'argent (prostitution, etc.). Le deuxième type agit comme une femme à des fins immorales et il est pécheur et blâmable.
D'après Ibn Abd el-Barr, savant contemporain d'Ibn Hazm :
« Le mukhannath n'est pas seulement celui qui est connu pour être ambigu. Le mukhannath est (aussi ?) celui qui ressemble tellement physiquement à une femme qu'il ressemble aux femmes dans sa douceur, sa parole, son apparence, son accent et sa pensée. S'il est comme ça, il n'aurait aucun désir pour les femmes et il ne remarquerait rien à leur sujet. C'est un de ceux qui n'ont aucun intérêt pour les femmes qui ont été autorisés à ressembler aux femmes » »
Dans l'ère actuelle, des chercheurs en Iran[réf. nécessaire] et en Égypte[réf. nécessaire] ont émis des fatwas à l'appui du droit pour les personnes qui correspondent à la description de mukhannath de bénéficier d'une chirurgie de réattribution sexuelle. Au Pakistan, les membres de la communauté transgenre vivent en hijras, et sont reconnus officiellement comme un troisième genre qui n'est ni homme ni femme.

## Genre et sexualité
Le mukhannathun en tant que groupe ne cadre pas parfaitement avec les principales catégories de genre ou de sexualité utilisées par les communautés LGBT car même s'ils n'étaient probablement pas cisgenres ou hétérosexuels, ils ne peuvent pas être désignés comme étant soit des hommes homosexuels, soit des femmes transgenres. Représentant toutes sortes de genres et d'identités de genre, il semble y avoir trop de différences entre un mukhannath et un autre pour déterminer une étiquette spéciale pour leur genre ou leur identité sexuelle.

### Sexualité
Dans The Effeminates of Early Medina, Everett K. Rowson décrit les mêmes mukhannathun qui apparaissent dans le hadith, et qui étaient des compagnons de Mahomet. Rowson décrit plusieurs autres mukhannathun contemporains de Mahomet, en particulier Ṭuways et al-Dalal. Ṭuways était un musicien et chanteur talentueux qui a vécu jusqu'à l'âge de 82 ans. Ṭuways est connu pour avoir été marié et avoir eu des enfants. Selon les écrits, al-Dalal préférait clairement les hommes. Plus précisément, il est écrit que « Al-Dalal appréciait la compagnie sociale des femmes ; toute demande sexuelle venant de leur part étaient vaines ». Al-Dalal est dit avoir eu une relation sexuelle avec une femme lors de la nuit de noces de cette dernière puis, plus tard, lors de cette même nuit, il est dit qu'Al-Dalal avait eu des relations sexuelles avec le jeune marié. Des histoires similaires existent sur les autres mukhannathun de Médine.
« Mohamet a fait affaire avec un groupe d'hommes efféminés à Médine appelé « Mukhannathun ». Cependant, alors que ce groupe de Mukhannathun possédait des qualités d'hommes gays modernes, on ne peut pas dire que les Mukhannathun représentent pleinement les hommes homosexuels modernes, car ils étaient impliqués dans des pratiques non communes aux hommes homosexuels contemporains ».
Certains savants disent que dans le cas d'un mukhannath ou d'une personne intersexe, si son état d'homme ou de femme est indéterminé, le mariage est impossible ; s'il apparaît clairement qu'il est de sexe masculin, alors le mariage est valable dans la mesure où un médecin digne de confiance qui se spécialise dans les questions héréditaires a confirmé son genre et la possibilité de se marier.

### Castration
Un calife d'Omeyyades, généralement identifié comme Sulaymān ibn Abd al-Malik, aurait ordonné que tous les mukhannathun devraient être castrés ; il avait été agacé par eux et le motif varie selon les chercheurs. Selon Rowson :
« Plusieurs sources nomment certaines ou toutes les victimes (outre al-Dalal, qui est presque toujours inclus). Un certain nombre d'entre eux rapportent également une série de quolibets qui auraient été prononcés par eux à l'occasion. La version la plus complète de ces déclarations est offerte par Hamza, dont la liste est la suivante :
- Ṭuways : « C'est simplement une circoncision que nous devons subir à nouveau. »
- al-Dalal : « Ou mieux, la plus grande circoncision ! »
- Nasim al-Sahar : « Avec la castration, je suis devenu réellement un mukhannath ! »
- Nawmat al-Duha : « Ou mieux nous devenons vraiment des femmes ! »
- Bard al-Puad : « Nous allons sauver le besoin de nous apporter une source d'urine. »
- Zill al-Shajar : « Que ferions-nous avec une arme inutilisée de toute façon ? »

Les deux dernières déclarations impliquent que ce que le mukhannath a subi était jibdb, la forme de castration la plus drastique dans laquelle le pénis est tronqué. Ils servent à souligner le manque d'intérêt sexuel des mukhannathun pour les femmes, tandis que les deux déclarations précédentes identifient la motivation psychologique essentielle derrière takhannuth comme l'identification du genre avec celui les femmes. La légèreté du ton dans ces quolibets est bien sûr caractéristique du mukhannath persona, et souligne également l'inadéquation singulière de la punition, malgré sa sauvagerie ; de manière significative, il n'y a pas de référence positive à l'orientation sexuelle, par opposition à l'identité de genre. »
« Un troisième récit, dépendant de la version « tahif » de l'histoire de la castration, rapporte que le calife Sulayman a été attristé par la castration accidentelle du charmant al-Dalal et l'a fait amener secrètement à sa cour. Quand le calife lui a demandé comment il était, al-Dalal a répondu : « Maintenant que vous m'avez tronqué (jabata), voulez-vous me tronquer en arrière ? Sulayman rit et lui ordonna de chanter. Incapable de décider s'il était plus séduit par son esprit ou par ses chants, le calife le garda avec lui un mois, le récompensa richement et le renvoya au Hedjaz. »